# معركة عروى (1246 هـ)
معركة عروى، هي معركة حدثت عام ( 1246هـ / 1830م ) بين قبيلة عنزة بقيادة قاعد بن مجلاد وإبنه برجس بن مجلاد ضد قبيلة مطير بقيادة محمد بن فيصل الدويش وإبنه وطبان بن محمد الدويش، إنتهت المعركة بإنتصار الدهامشة من قبيلة عنزة وإلحاق الهزيمة بقبيلة مطير، وأستمروا في كرهم وفرهم أربعين يومًا.

## المعركة
نشبت المعركة بين قبيلتي مطير و عنزة واستمر القتال أربعين يومًا حتى ظفر الله الدهامشة ولم يحضرها بأولها الفارس الشهير برجس بن مجلاد المُلقّب بـ ( غدير الموت )، وبعد هزيمة مطير غضب الشيخ محمد الدويش وأراد الدهامشه ومعه ابنه وطبان و الحميدي وتسعين فارس ولكن برجس فاجأهم وهو لوحده وهم تسعين فارس فهربوا منه عندما أصبح امامهم.